# Onthophagus panici
Onthophagus panici là một loài bọ cánh cứng trong họ Bọ hung (Scarabaeidae).